# Манкель, Юлиус
Юлиус (Юлий) Манкель (Манкель) (швед. Julius Mankell; 1828—1897) — шведский офицер, политик, военный историк и переводчик.

## Биография
Юлиус Манкель родился 8 июня 1828 года в городе Стокгольме в семье музыканта и композитора Карла Абрахама Манкеля.

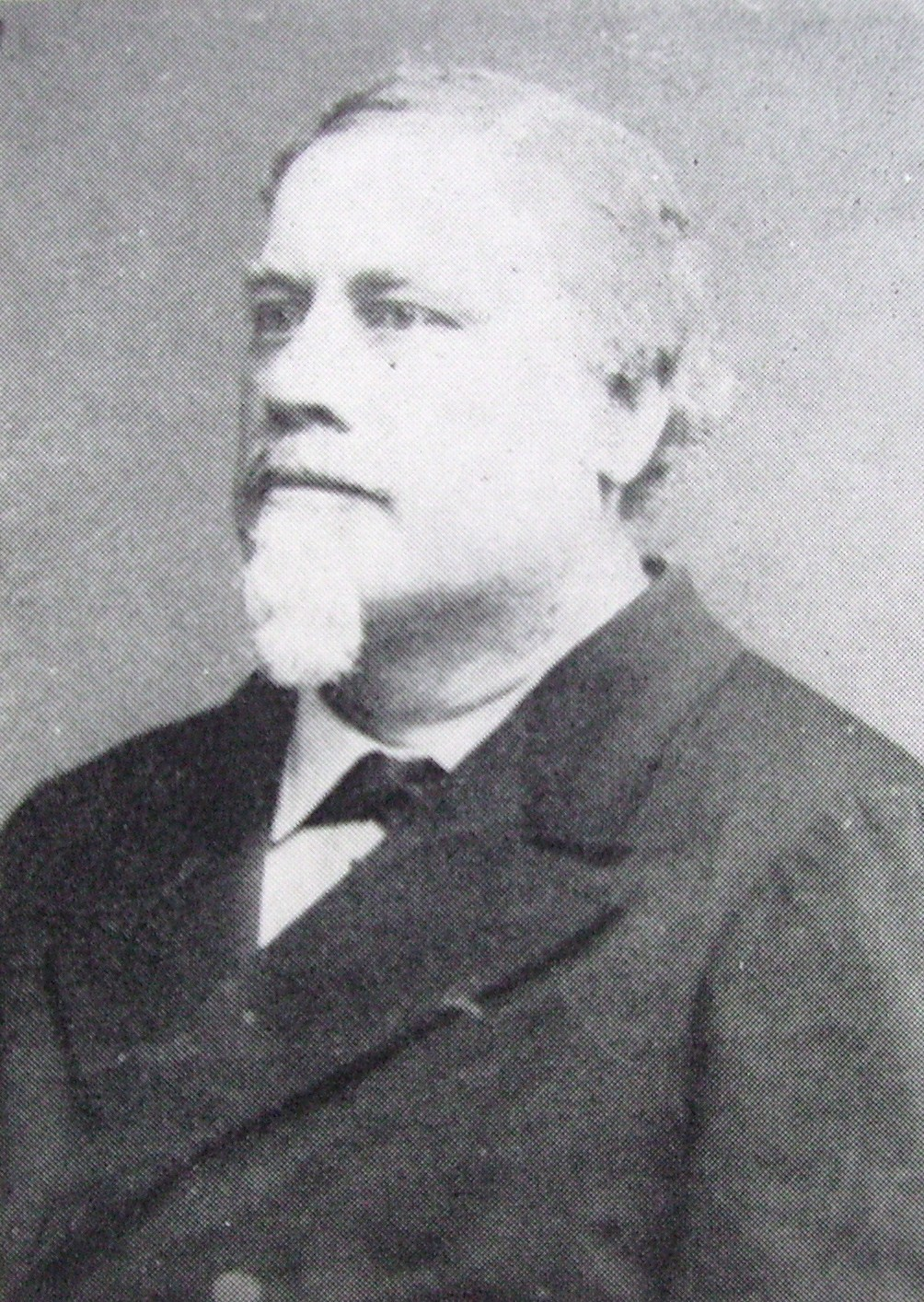
Юлиус Манкель

Хотя Манкель больше интересовался музыкой и живописью, в возрасте 19 лет начал военную карьеру. Под влиянием революционных событий 1848 года он был открыт для прогрессивных политических течений. Служил в артиллерии; в 1863 году принимал, втайне от правительства, участие в польском восстании на стороне поляков; был ранен и вывезен в полевой госпиталь вскоре арестован австрийцами. По возвращении он был встречен населением как герой. С вступлением на королевский престол Оскара II в 1872 году Манкелл ушел в отставку с военной службы будучи в звании капитана.
Юлиус Манкель также активно выступал в роли либерального политика. В 1866 году он был избран в Городской совет Стокгольма, а с 1882 года стал членом Риксдага.
Главные исторические труды Манкеля: «Этюды» по истории шведского флота, «Атлас» наиболее выдающихся битв, до 1600 года, «Заметки к истории шведского войска» (1860), «Данные для истории шведского войска в XVI столетии», «Заметки по военной истории Финляндии» (1870); «Падение Эрика XIV» (1876), «О причинах участия Густава II Адольфа в 30-летней войне» (1878), «О политике Густава Адольфа» (1881). Кроме того, он перевел с немецкого ряд сочинений прусского военачальника военного теоретика Карла Филиппа Готтлиба фон Клаузевица на шведский язык.
Юлиус Манкель умер 23 февраля 1897 года в родном городе.